# Nicole Aunapu Mann
Nicole Victoria Aunapu Mann, född 27 juni 1977 i Penngrove i Kalifornien, är en amerikansk astronaut och pilot. Hon togs ut till astronautgrupp 21 i juni 2013.
10  december 2020 valde Nasa ut henne till en av 18 personer till sitt Artemisprogram. Det är tänkt att Nasa ska placera en människa på månen år 2024. Och kanske blir Nicole första kvinnan på månen. I ett första skede handlar det dock om att vara NASA:s representant, i NASA:s samarbete med de olika företag som utvecklar utrustning för Artemisprogrammet.

## USA:s marinkår
Nicole Aunapu Mann flyger bland annat F/A-18 Hornet.

## NASA
I augusti 2018 meddelade NASA att hon kommer delta i den första bemannade flygningen av Boeings CST-100 Starliner, kallad Boe-CFT. På grund av förseningar kom hon istället flyga med SpaceX Crew-5.
SpaceX Crew-5 sköts upp den 5 oktober 2022.

## Rymdfärder
- SpaceX Crew-5